# Lauterbachs prieelvogel
Lauterbachs prieelvogel (Chlamydera lauterbachi) is een vogel uit de familie Ptilonorhynchidae (prieelvogels). Het is een endemische vogel uit Nieuw-Guinea waarvan de naam een eerbetoon is aan de Duitse bioloog Carl Lauterbach (1864-1937) die het type verzamelde.

## Verspreiding en leefgebied
De broedgebieden van de Lauterbachs prieelvogel liggen in open landschappen met grasland van het zeeniveau tot op 1750 m van Nieuw-Guinea. De soort telt twee ondersoorten:
- C. l. lauterbachi: noordoostelijk Nieuw-Guinea.
- C. l. uniformis: van het westelijk-centraal tot oostelijk-centraal Nieuw-Guinea.

## Status
Lauterbachs prieelvogel heeft een groot verspreidingsgebied en daardoor is de kans op uitsterven gering. De grootte van de populatie is niet gekwantificeerd. Plaatselijk is de populatie nog vrij algemeen, maar neemt ook in aantal af. Het tempo van afname ligt onder de 30% in tien jaar (minder dan 3,5% per jaar). Om deze redenen staat deze prieelvogel als niet bedreigd op de Rode Lijst van de IUCN.